# Country Music Television (Europe)
Pour les articles homonymes, voir CMT (homonymie).
Country Music Television (CMT) est une ancienne chaine de télévision musicale européenne distribuée par le câble et par satellite, appartenant à Gaylord Entertainment. Elle ferme ses portes le 31 mars 1998 en raison de problèmes financiers.

## Historique
En 1992, Country Music Television lance CMT Europe pour le service européen British Sky Broadcasting. Les dirigeants tablent sur une forte croissance du câble en Europe, qui n'est finalement pas aussi importante qu'espérée. En outre, les coûts d'opération sont élevés. 
Faisant face à des pertes de 10 millions de dollars par an sur les deux années précédentes, CMT Europe est fermée le 31 mars 1998. Au moment de sa fermeture, la chaîne compte un million d'abonnés via le câble et trois millions passant par les offres de British Sky Broadcasting. 
Les employés ne sont pas licenciés mais transférés vers d'autres chaînes continentales. Les chaînes CMT en Asie-Pacifique et en Amérique latine continuent en effet à émettre, en raison de leurs bons résultats.